# Gabrielle (film, 1981)
Pour les articles homonymes, voir Gabrielle.
Pour plus de détails, voir Fiche technique et Distribution.

Gabrielle (titre original : Yesterday) est un film québécois réalisé par Larry Kent, sorti en 1981.

## Fiche technique
- Titre : Gabrielle
- Titre original : Yesterday
- Réalisation :	Larry Kent
- Scénario : John Dunning, Bill La Mond, Carol H. Leckner
- Photographie : Richard Ciupka
- Montage : Debra Karen
- Musique : Paul Baillargeon
- Direction artistique : Roy Forge Smith
- Décors :
- Costumes : Nicoletta Massone
- Son :
- Effets spéciaux : Joe Elsener
- Producteurs : John Dunning, André Link
- Producteur associé : Larry Nesis
- Producteur exécutif : Don Carmody
- Société de production : DAL Productions
- Société de distribution : Cinépix Film Properties (CFP) (Canada), Levy Films (États-Unis)
- Budget : 1 400 000 dollars canadiens (estimé)
- Pays d'origine :  Canada
- Tournage : du 8 janvier 1979 au 27 février 1979
- Langue : Anglais
- Format : Couleurs — 35 mm — 1,37:1 — Son : Dolby Stereo
- Genre : Film dramatique
- Durée : 95 minutes
- Dates de sortie :
  -  Japon : 24 janvier 1981
  -  Canada : 28 mars 1981
  -  Portugal : 12 novembre 1981

## Distribution
- Vincent Van Patten : Matt Kramer
- Claire Pimparé : Gabrielle Daneault
- Nicholas Campbell : Tony
- Jack Wetherall
- Jacques Godin
- Marthe Mercure : M. Daneault
- Gerard Parkes : Professor Saunders
- Daniel Gadouas : Claude Daneault
- Cloris Leachman : M. Kramer
- Eddie Albert : Bart Kramer
- Jonathan Barrett : Marvin
- Michel Blais
- John Boylan (en)
- Jim Bradford
- David Eisner
- Neil Elliott
- Ian Finlay
- Marie-Hélène Fontaine
- Bertrand Gagnon
- Cindy Girling : Karen Beindecker
- Harold Gustafson
- Frederic Hall
- Joan Heney
- Robert King
- Moira Knott
- Richard Niquette
- Earl Pennington
- Scotty Sheridan
- Sam Stone : HippiDraft Dodger
- Greg Swanson
- John Wildman